# 考爾 (北卡羅萊納州)
考爾（英語：Call）是位於美國北卡羅萊納州威爾克斯縣的非建制地區。

## 歷史
考爾的郵局於1900年設立，其後於1937年停運。

## 地理
考爾所處的海拔為高於海平面351米（即1152英呎），而該地所採用的時區為UTC-5，即北美东部时区（EST）。同時該地設有夏令時間，為UTC-5調快一小時，即UTC-4（EDT）。